# Thuốc đặt

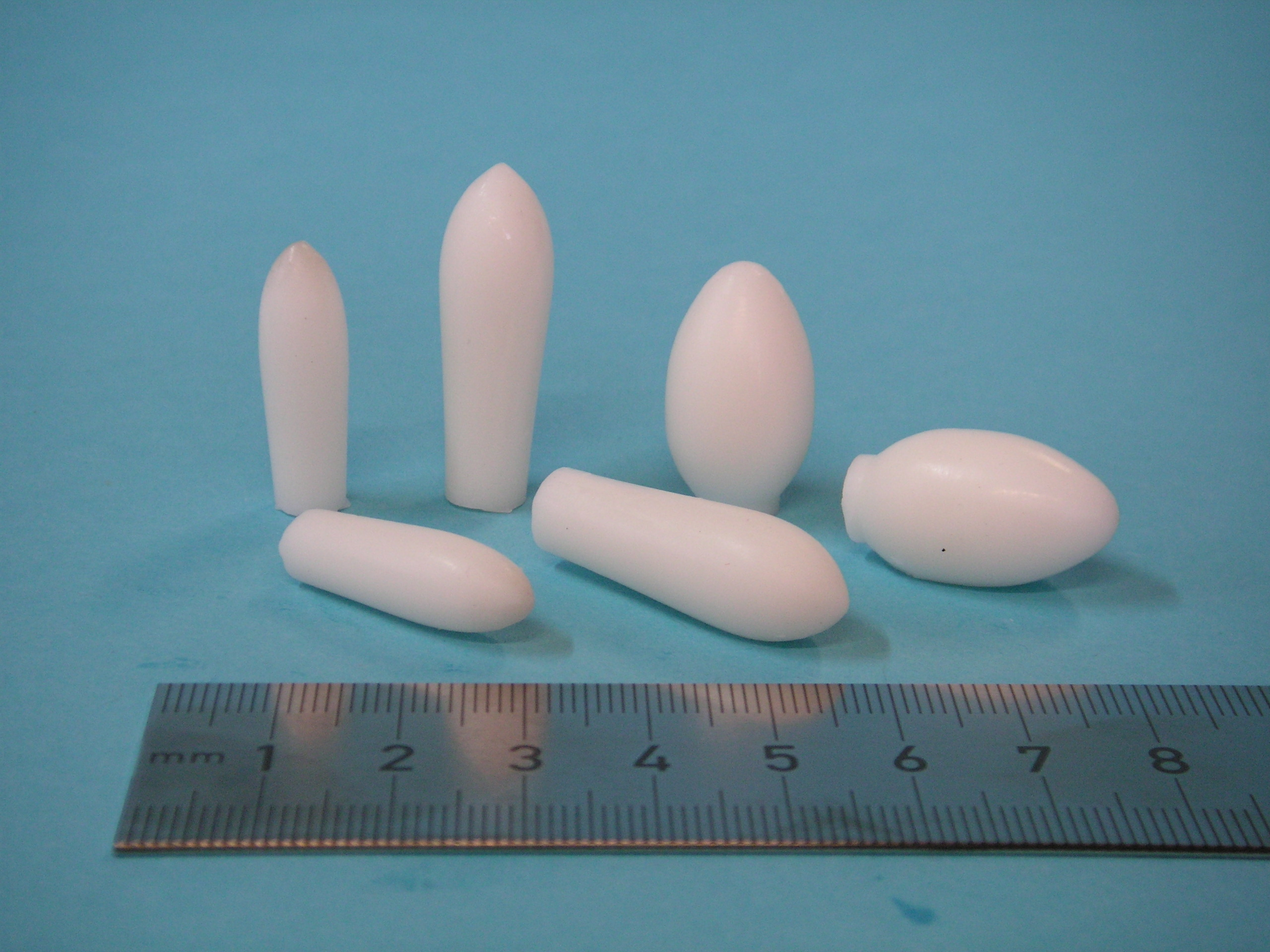
Dạng thuốc tọa dược tiêu biểu hình viên đạn với ba cỡ khác nhau

Thuốc đặt là dạng thuốc dược đưa vào cơ thể qua đường hậu môn để vào trực tràng (thuốc đạn hay tọa dược), qua âm hộ vào âm đạo (thuốc trứng), hoặc qua lỗ sáo vào niệu đạo (thuốc niệu đạo).
Với sức nóng cơ thể, thuốc đặt tan dần và hấp thụ qua niêm mạc vào hệ tuần hoàn. Thuốc đạn có thể tác động ở ngay tại chỗ đặt như thuốc trị bệnh trĩ ở trực tràng hoặc lan tỏa toàn thân thể như thuốc giảm đau.